# کوکو (فیلم ۲۰۲۴)
کوکو یا فاخته (به انگلیسی: Cuckoo) یک فیلم ترسناک و دلهره‌آور محصول سال ۲۰۲۴ به نویسندگی و کارگردانی تیلمن سینگر است. در این فیلم هانتر شیفر، یان بلوتارد، مارتون چوکاش، جسیکا هنویک و دن استیونز ایفای نقش می‌کنند.
این فیلم اولین نمایش جهانی خود را در هفتاد و چهارمین جشنواره بین‌المللی فیلم برلین در تاریخ ۱۶ فوریه ۲۰۲۴ داشت و قرار است در ۱۸ ژوئیه ۲۰۲۴ در آلمان و در ۲ اوت ۲۰۲۴ توسط نئون در ایالات متحده اکران شود.

## داستان
فیلم روایت دختری ۱۷ ساله است که با خانواده‌اش به اقامتگاهی زیبا و آرامش‌بخش می‌روند اما نمی‌دانند چه در انتظار آن‌هاست و رویایشان مبدل به کابوس خواهد شد.

## تولید
فیلمبرداری اصلی در نوردراین-وستفالن، آلمان، در یک بازه زمانی ۳۵ روزه از ماه مه و ژوئیه ۲۰۲۲ انجام شد و بر روی فیلم ۳۵ میلی‌متری فیلمبرداری شد.

## بازخوردها
- در وب‌سایت جمع‌آوری نقد راتن تومیتوز از ۳۱ نقد منتقد، با میانگین امتیاز ۶ از ۱۰ مثبت است.
- در متاکریتیک، که از میانگین وزنی استفاده می‌کند، بر اساس ۱۱ منتقد، امتیاز ۵۸ از ۱۰۰ را به فیلم اختصاص داد که نشان دهنده نقدهای «مختلط یا متوسط» است.